# スタンリー (アニメ)
『スタンリー』は、アメリカ合衆国のプレイハウスディズニー（現：ディズニージュニア）で、2001年から2007年までに（初回）放送されたテレビアニメ。現在もディズニージュニア（専門チャンネル）でリピート放送中。

## 番組の概要
主人公のスタンリーがデニスやハリーなどとの会話中に特定の生き物に関心を示し、『なんでも大事典』を調べているうちに彼らと出会い、漠然とではあるが彼らと仲良しになる、というのが毎回のエピソードの流れである。

## 登場人物
ED字幕（米国版）では、他のアニメと異なり担当声優の名前が役名の左側に来ている。
スタンリー・グリフ
声 - 本城雄太郎 / 英 - ジェシカ・ストーン
主人公。顔の輪郭はほぼ正六角形で、頭頂部から6本（=3本*2）の毛が出ている。身長は約1m（第3話Bパートより）。
『なんでも大事典』を調べている最中に、時々その中に潜入することがある。その際デニスは必ず同伴し、またマルシ＆ミミの双子やレスターが傍にいるときは彼らも同様に潜入する。
デニス
声 - うえだゆうじ / チャールズ・ショーネシー
スタンリーのペットの金魚で、彼のことを時々「動物博士」と呼んでいるが、実際はデニスの方がスタンリーより動物に関して知識がある。
シリーズ序盤はそれほどでもなかったが、話数が進むにつれてハリー＆エルシーの歌う挿入歌（デュエット）に対してややウザイという印象を抱くようになる。挿入歌は2部構成だが少し中断している間にデニスが一言、グチをいう（但し第35話Bパートだけこの描写はなく、挿入歌は中断なしで一気に歌われる）。
ハリー
声 - 伊藤健太郎 / レーン・ムジカ
スタンリーのペットの犬。ほとんど毎回エルシーと共に挿入歌を歌う。エルシーと初対面時からずっと、彼女のことをチワワだと思っていたらしい。第11話Aパートで初めてエルシーとともに『なんでも大事典』の中に入った。
エルシー
声 - 杉原美和 / ヒンデン・ウォルチ
スタンリーのペットのネコ。ただし顔面にヒゲはない。尻尾が非常に長いために、時々角ばった螺旋状になっている。
ほとんど毎回ハリーと共に挿入歌を歌う。実はハリーのことが好き。体長は約45cm、体重は約5kg（それぞれ第48話Bパートと第40話Bパートより）。
ハリー、エルシーのいずれも、パパの命令で外出時にスタンリーが彼らを連れていけないときでも、挿入歌の際にはなぜかスタンリーの傍にいる。
ライオネル
声 - 木村昴 / ショーン・パイフロム
スタンリーの兄。顔の輪郭は将棋の駒に酷似している。時々ヘッドホンをしているが、それは頭頂部から浮いていて頭皮と接触はしていない。スタンリー同様に6本の毛が露わになっているが、顔の向きによって左側が2本のときと4本のときがある。
体重は45kg（第9話Bパートより）。友達2人とバンドを組んでいる（担当楽器はドラム）。
ジョイス
声 - 堀越真己/ アリ・メイヤーズ
スタンリーの母（ED字幕では単に「ママ」）で、歯医者でもある。デニス曰く、「世界一の歯医者」。身長は約170cm（第6話Bパートより）。第1話Aパートで（いきなりだが）誕生日を迎える。
マーク
声 - 小室正幸 / デヴィッド・ランズバーグ
スタンリーの父（ED字幕では単に「パパ」）であり、第28話Aパートでは漫画家であることが判明している。体重は約65kg（第28話Bパートより）。
ミミ
声 - 手島沙樹 / キーラン・ジョーンズ
第40話Bパートで、校内つづり当てコンテストでクラス1等賞をとった。
マルシ
声 - 黒葛原未有 / 同上
ツナサンドが大好物。昼寝が大嫌い。
上記2人は、スタンリーと仲良しな女の子の双子でアフリカ系（第18話より）。2人とも第5話Aパートで初登場。ミミはドレッドヘアー風の髪型（左右4房ずつ程度ある）でリボンをしていて、花のワンポイントの付いた服を着ている。またマルシは野球ボール（ごく稀にサッカーボール）のワンポイントの付いた服を着ている。
マルシ&ミミのママ
エピソード中にはあまり出てこない。
レスター
声 - / フィルセ・サンプラー
スタンリーやマルシ＆ミミ姉妹と仲が良い男の子でユダヤ教徒（第18話より）。フルネームは『レスター・ゴールドバーグ』。
前髪が非常に長く（といっても4本しか描写されていない）、首はない。ピーナツバターが大好物。
レスターのママ
登場人物の人間キャラ中、最も目が大きい。
ディアス先生
声 - / キャンディ・ミロ
スタンリー、ミミ、マルシ、レスターらの担任を務める女性教師。ちなみに、彼女が受け持つクラスの人数は最低でも13人以上いる（第40話Bパートより）。
サマンサ
レスターの妹。第27話Bパートなどに登場。
ウォルター
第25話Bパートでスタンリーのクラスに転入してきた。
ジェーン
声 - 黒葛原未有 /
第27話Bパートに登場。スタンリーのクラスメイトの女の子で中国系らしく、パンダの絵が描いてあるTシャツを着ている。
ベン
第52話Aパートに登場。マルシがスタンリーとボール蹴りごっこをしていて、ふとしたはずみでベンの傍まで転がった際に、彼はスタンリーからボールを強奪し、さらにレスターが地面に絵を描いていたときにその絵を台無しにした。そしてスタンリーなどがディアス先生に報告すると、「お前らチクっただろう？」といって逆恨みするなどエピソード前半では傍若無人なところがかなり見られたが、後半では（ミミズが苦手なことをスタンリーらに知られることにより）彼らと仲良くなった。

## エピソード一覧
1話1話のサブタイトル全てに『"　"』が付いている。
1. とどくかな / おそうじカンガルー
2. ライオン・パパ / やっぱりデニスがすき
3. よふかしクマさん / ワシはまいおりた
4. アルマジロさくせん / ヤドカリのひっこし
5. カエルぴょこぴょこ / くらやみのどうくつ
6. トラの耳 / たつじんに聞け
7. さばくのラクダ / あつがりのクマさん
8. クジラのうた / ナマケモノのおしごと
9. タコの手もかりたい / しょうじきなダチョウ
10. イルカのおしゃべり / ニシキヘビのきがえ
11. ふしぎなカモノハシ / さいこうのペット
12. かけっこはやいぞ / ひとりぼっちのきょうりゅう
13. カバとなかよし / スタンリーをさがせ
14. ペンギン・パーティー / ビーバーはだいくさん
15. とどけたいきもち / あぶないよ！
16. わらうどうぶつ / 赤ちゃんのしゃしん
17. ゾウはわすれない / めいたんていスタンリー
18. まいごのこいぬ[2]
19. まねっこのおサルさん / かぜひきスタンリー
20. アリクイのおそうじ / いないいないばぁ！
21. ゴリラのおとまり / いたずらアシカ
22. はるをさがそう / あおいとりをすくえ！
23. 大きな歯　小さな歯 / スタンリーはなにいろ？
24. はたらくミミズ / チョウチョが生まれる日
25. おかしな二人 / オオカミなんかこわくない
26. リスのうた / たいせつなともだち
27. アリのピクニック / はいしゃにいこう！
28. ほんもののドラゴン / 草とりヤギさん
29. つばさが　ほしい / ばんごはん、なぁに？
30. でんきウナギ / サイのとつげき
31. せかいいちの犬 / コッコめざまし
32. ハロウィーンのおきゃくさま[3]
33. スタンリー第33話
34. キツツキ　コツコツ / スカンク　パニック
35. なにがじまん？ / フラミンゴのダンス
36. ツグミのうた / パワーぜんかい
37. スタンリーはまっかっか / おさかなのだいくさん
38. クモのいと / どろんこなかま
39. いたずらカラス / ちかしつのかいじゅう
40. かいじんモー / わがままな女王さま
41. リーダーにつづけ / シマウマ・パズル
42. ハチドリのひみつ / コアラはねむらない
43. スーパー・パパ / 手をかそう
44. タスマニアのおこりんぼ / ラッコのうきわ

## スタッフ
- プロデュース：カートゥーン・ピッツァ
- 製作：ジム・ジンキンス&デイヴ・キャンベル

## 備考
1. ↑  一部例外あり（第20話Aパートではスタンリーが、また第34話Bパートではデニスが挿入歌をソロで歌った。さらに第6話Aパートではエルシーは歌わずハリーのソロ、第32話ではペット2匹とスタンリーとその祖母、レスター、マルシ、ミミによる合唱形式で挿入歌が歌われ、第51話では挿入歌前半のみハリーは歌わずエルシーのソロ）。
2. ↑  A・Bパートの区分はない。
3. ↑  第18話同様、A・Bパートの区分はない。